# Itzstedt
Itzstedt – gmina w Niemczech w kraju związkowym Szlezwik-Holsztyn, w powiecie Segeberg, siedziba urzędu Itzstedt.
Ludność Itzstedt pierwotnie utrzymywała się główni z rolnictwa. Rozwój wsi i powstanie zakładów rzemieślniczych zapewniło położenie na trasie łączącej Bad Segeberg z Hamburgiem, dzisiejszej B432.
W 1961 otwarto kąpielisko nad Itzstedter See.

## Współpraca zagraniczna
- Ahja, Estonia